# Straelen
Straelen (Nederlands ['straːlə(n)], Duits ['ʃtraːlən]) is een stad en gemeente in de Duitse deelstaat Noordrijn-Westfalen, gelegen in de Kreis Kleef. Op 31 december 2020 telde de gemeente 16.248 inwoners op een oppervlakte van 74,04 km². Naburige steden zijn onder andere Goch, Venlo (NL) en Kevelaer.

## Ligging

### Plaatsen binnen de gemeente Straelen
- Auwel-Holt
- Boekholt
- Bormig
- Broekhuysen
- Brüxken
- Herongen (Nederlands: Herungen)
- Hetzert
- Kastanienburg
- Krieckenbeck
- Louisenburg
- Niederdorf
- Rieth
- Sang
- Straelen
- Westerbroek
- Zand

### Aangrenzende gemeenten
| Aangrenzende gemeenten | Aangrenzende gemeenten | Aangrenzende gemeenten | Aangrenzende gemeenten | Aangrenzende gemeenten |
| ---------------------- | ---------------------- | ---------------------- | ---------------------- | ---------------------- |
|                        |                        |                        |                        | Geldern                |
|                        |                        |                        |                        |                        |
|                        | Kerken                 |                        |                        |                        |
|                        |                        |                        |                        |                        |
| Venlo (NL)             |                        | Nettetal               |                        | Wachtendonk            |

## Geschiedenis
Opgravingen tussen 1898 en 1905 leverden  Romeinse graven op uit de 1e tot vroege 3e eeuw. De Romeinse heerbaan tussen Xanten en Tongeren evenals nevenstraten liepen door het huidige stadsgebied.
Straelen had in de 9e of 10e eeuw al een stenen zaalkerk van ongeveer 6 x 8 meter en werd voor het eerst in 1065 in een in het Latijn geschreven oorkonde genoemd als "Strala". Uit de akten van 1065 tot 1075 blijkt dat tot 1063 een graaf Bruno van Heimbach en een gravin Irmentrudis van Aspel de zeggenschap over Straelen hadden. Via de Keulse bisschoppen Anno II en Hermann III werd deze zeggenschap tot 1096 schriftelijk aan de Abdij Siegburg overgedragen. Het klooster bleef overigens tot zijn opheffing in 1802 heer van Straelen. Vanaf het jaar 1118 worden de eerste voogden van Straelen als feitelijke stadsbestuurders genoemd en daarmee komt de band tot stand met het Gelderse Gravenhuis.
Het aantal inwoners werd in 1342 geschat op 200 tot 300 en het werd toen al als 'stad' aangeduid. In een oorkonde van 1395 wordt Straelen echter weer als dorp aangeduid. Maar al vanaf 1406 worden 3 van de 4 stadspoorten genoemd en vanaf 1399/1400 had ze een markt. De grote St. Peter en Paulkerk brandde 1387, op de toren na, af en werd circa 1400 in laat-gotische stijl als Hallenkerk weer opgebouwd. In 1420 werd het klooster St. Agnes en Caecilia gesticht, waarnaar de huidige Klosterstraße genoemd is. Officiële stadsrechten werden uiteindelijk in 1428 verleend door de hertog van Gelre. Straelen behoorde immers tot het Overkwartier van Gelre en later tot de Zuidelijke Nederlanden. In 1523 wordt het Raadhuis voor het eerst genoemd.
Op 7 juli 1572 geeft Straelen zich over aan Willem van Oranje. In 1632 wordt het door kolonel Wijnbergen voor de Nederlanders tijdens de Veldtocht langs de Maas veroverd op de Spanjaarden. In de Spaanse Successieoorlog werd het gebied door Pruisen ingenomen, samen met de andere gemeenten die vanaf 1713 officieel Pruisisch Opper-Gelre vormden. Het kwam van 1798 tot 1814 onder Frans gezag en kwam vervolgens weer bij Pruisen, waar het in 1816 bestuurlijk bij de 'landkreis' Geldern werd ondergebracht.

Straalen is een klein Steedje, omtrent een uur van Gelder (Geldern) en Wagtendonk (Wachtendonk). Het was voor dezen sterk, doch de Franchen hebben, in 't jaar 1672, de Vestingwerken geslegt. In vroeger Oorlogen is het dikwyls genoomen en hernoomen. Niet verre van Straalen heeft men 't vlek of de Buurt, in 't Zand geheeten, die van sommigen voor het oude Sablones gehouden wordt.

## Bezienswaardigheden
- H.H. Petrus- en Pauluskerk

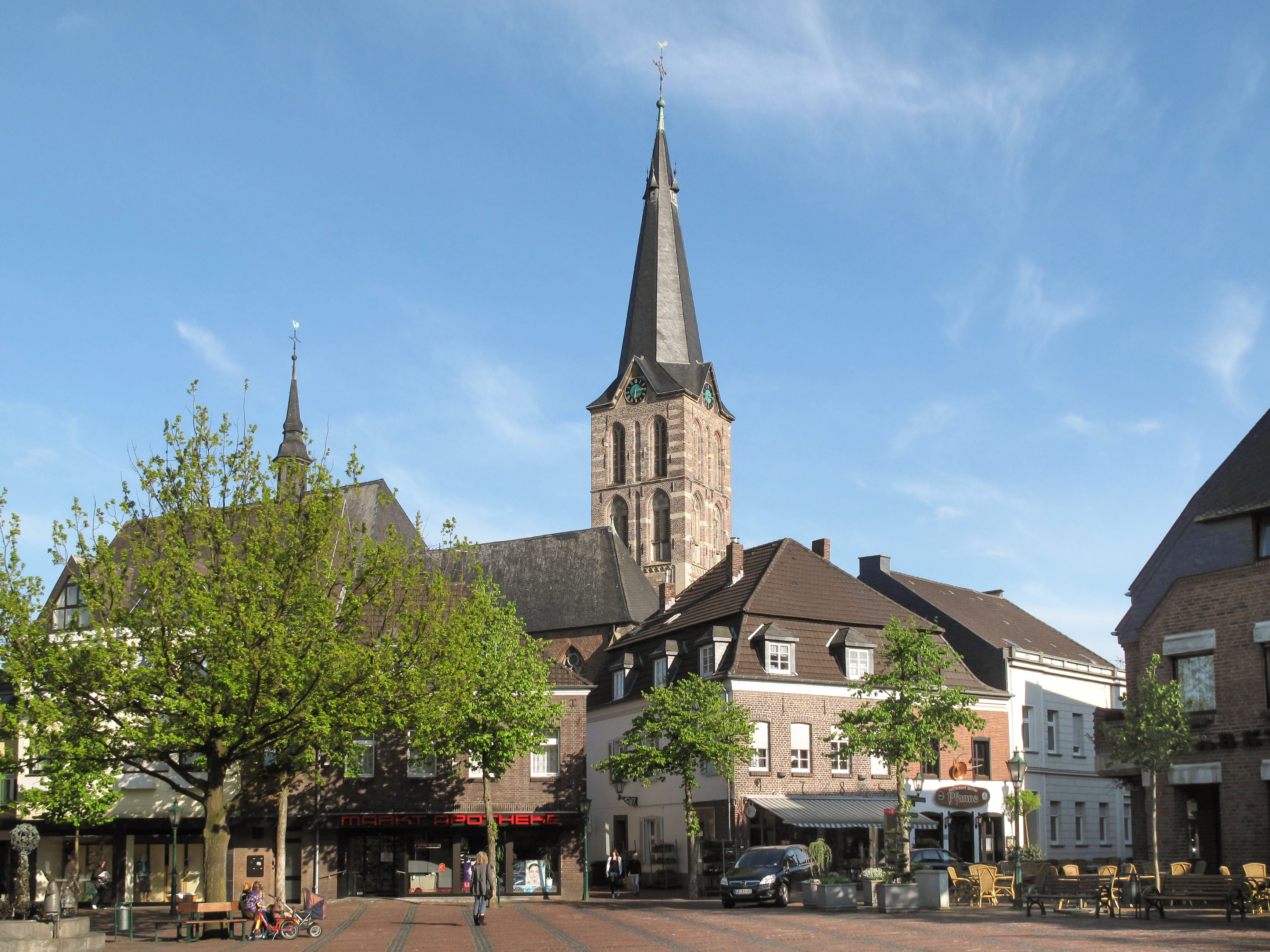
Straelen, kerk
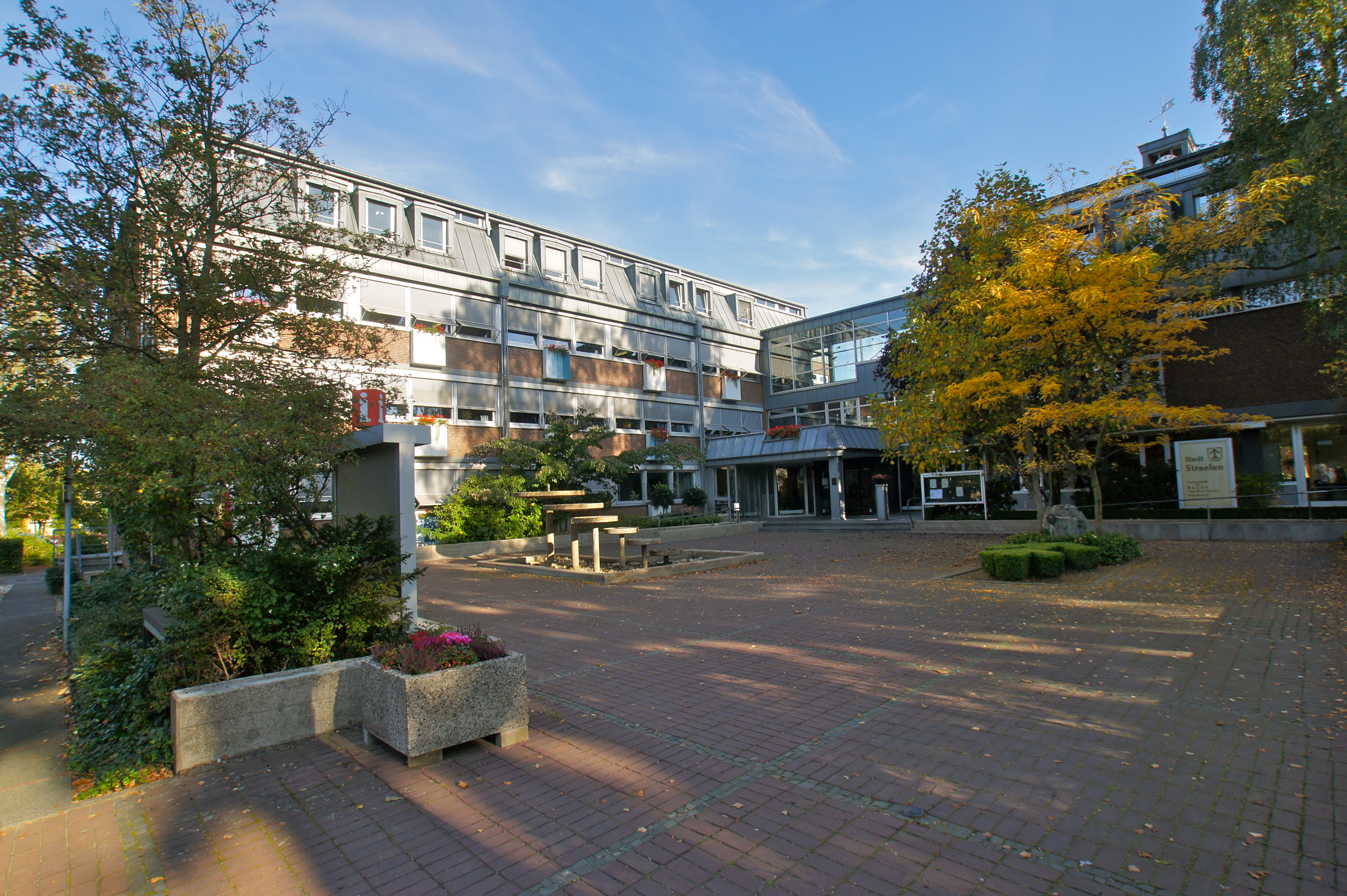
Gemeentehuis
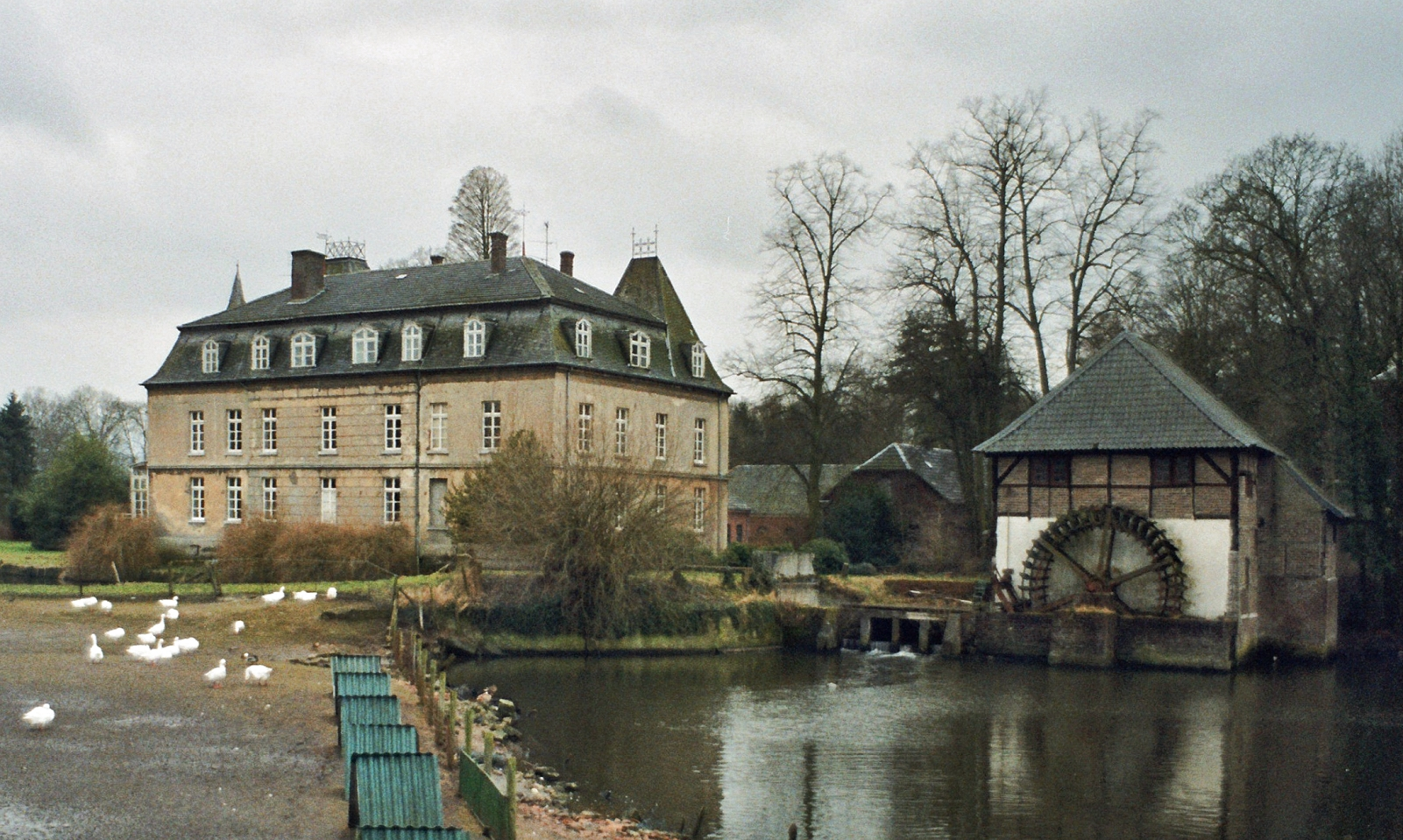
Haus Caen (2005)